# Аденовірусна інфекція
Аденові́русна інфе́кція (іноді — аденовірусна хвороба; англ. Adenoviral infection or disease) — гостра вірусна інфекційна хвороба з групи ГРВІ, яка характеризується переважним ураженням верхніх дихальних шляхів, лімфатичного апарату, очей, рідше травної системи.

## Історичні відомості
Аденовіруси відкрили американські вірусологи В. П. Роу, Р. Хюбнер з співавторами та незалежно від них М. Хіллеман та Ж. Вернер, які на початку 1950-х років культивували аденоїдну тканину, видалену оперативним шляхом. Було встановлено, що в такій культурі відбувається спонтанна дегенерація клітин на 7-10-й день спостереження. Подальші пасажі дегенерованої тканини на клітинах лінії HeLa виявили наявність вірусу, який мав своєрідні властивості. Виділені нові штами вірусу від клінічно здорових дітей були віднесені до групи «латентних» і їх назвали «агентами аденоїдної дегенерації». Незабаром встановили, що такі ж віруси часто виявляють не тільки в аденоїдній тканині й мигдаликах клінічно здорових дітей, але й в секретах хворих на гострий фарингіт і кон'юнктивіт. Тоді віруси перейменували на «аденоїдно-фаринго-кон'юнктивальні віруси». У 1956 році ввели до наукового вжитку загальну групову назву — «аденовіруси». Подальше вивчення аденовірусів дозволило встановити, що вони є причиною виникнення не тільки респіраторних захворювань, але й діареї, мезаденіту (запалення брижових лімфатичних вузлів), геморагічного циститу та інших патологічних станів.
У 1962 році американський імунолог та вірусолог Д. Трентин з співавторами описали перший випадок індукції злоякісної пухлини у тварин патогенним вірусом людини — ним виявився аденовірус 12 серотипу, що спричинює пухлини у гризунів. Пізніше онкогенність аденовірусів у тварин багаторазово підтверджували інші дослідники, але онкогенність аденовірусу 12 серотипу у людей поки не доведено.

## Актуальність
Клінічне значення аденовірусної інфекції зумовлене їх повсюдним значним поширенням (майже усі люди імунні до вірусів серотипів 1-7), великою кількістю серотипів та штамів, що призводить до можливості багаторазового зараження цими вірусами, значною часткою у структурі ГРВІ, вірусних діарей, уражень кон'юнктиви, лімфоїдної тканини, можливістю виникнення епідемічних спалахів захворювання. Зокрема, аденовірус так званого 14 серотипу у вересні 2007 року спричинив спалах з ураженням щонайменше 140 людей у 4-х американських штатах, у яких аденовірусну природу хвороби було лабораторно підтверджено. Цей спалах став відомим також як «грип навчального табору», коли аденовірус спричинив зараження стажистів на військово-повітряній базі Лекленд, Сан-Антоніо, Техас. Помер 19-річний стажист. При цьому вірус провокував розвиток гострого респіраторного дистрес-синдрому у дорослих.

## Етіологія
Аденовіруси — віруси з двохланцюговою ДНК, які належать до 5 родів родини Adenoviridae. Людські аденовіруси відносять до роду Mastadenovirus. Вони є дрібними, не мають зовнішнього ліпідного шару. Аденовіруси людини на сьогодні представлені 57 серотипами. Найпоширеніші серотипи 3, 4, 7, 14, 21, які спричинюють гострі респіраторні розлади. При цьому вважають, що серотип 14 зумовлює найтяжчі випадки аденовірусної інфекції. Типи 40, 41, 52 спричинюють гастроентерити. Типи 1, 2, 5, 6 належать до «латентних» аденовірусів — їх виявляють у здорових людей. За онкогенною здатністю аденовіруси поділяють на 5 підгруп (A, B, C, D, E).
Аденовіруси стійкі до низьких температур. При температурі — 30°С вони життєздатні до 70 днів, при температурі -4°С — протягом 2 місяців, при кімнатній температурі — близько 2 тижнів і повністю руйнуються при +56°С.
Також існують дрібні ДНК-вмісні дефектні віруси, які входять до групи парвовірусів, що отримали назву — аденоасоційовані віруси. Вони можуть розмножуватися тільки тоді, коли разом з ними в клітинах є аденовіруси. У культурі клітин інфекційність і онкогенність аденовірусів знижуються за наявності аденоасоційованих вірусів.
Детальніші відомості з цієї теми ви можете знайти в статті Аденовіруси.

## Епідеміологічні особливості

### Джерело та резервуар інфекції
Джерелом збудника є хворі з вираженими або стертими формами хвороби, рідше — здорові вірусоносії. Аденовіруси часто виділяють з глотки та калу дітей, які не мають жодних клінічних симптомів захворювання (безсимптомний перебіг).

### Механізм та фактори передачі
Зараження відбувається за допомогою повітряно-крапельного, рідше — фекально-орального механізмів передачі, та прямого контакту з інфікованою кров'ю або тканинами. Описані спалахи аденовірусних кон'юнктивітів після купання в басейнах.

### Сприйнятливий контингент та імунітет
Рівень захворюваності підвищується в осінньо-зимовий період і ранньої весни, особливо в сиру і холодну погоду. Захворюваність здебільшого спорадична, але можуть виникати епідемічні спалахи. Частіше хворіють діти. Смертність у імунокомпетентних осіб рідкісна, але зростає у імуноскомпроментованих осіб, яким провели трансплантацію органів, а також з набутими або вродженими імунодефіцитними станами, зокрема при СНІДі. Імунітет нестійкий, серотипоспецифічний.

## Патогенез
Аденовіруси виявляють тропізм до клітин епітелію дихальних шляхів і лімфоїдної тканини. На даний час відомо 3 типи взаємодії аденовірусів з клітинами організму хазяїна:
1. тип — літична інфекція з повним реплікативним циклом в епітеліальних клітинах людини, що призводить до накопичення величезної кількості нових вірусних частинок і загибелі цих клітин.
2. тип — латентна або хронічна інфекція, що перебігає зазвичай у лімфоїдних клітинах, точний механізм її розвитку невідомий.
3. тип — онкогенна трансформація клітин хазяїна (гризунів) через індукцію протеїну Е1А, що призводить до дерегуляції апоптозу та злоякісної трансформації клітин.

Вхідними воротами, місцем первинної локалізації і первинного накопичення аденовірусів є епітеліоцити. Залежно від механізму зараження, це може бути епітелій носа, ротоглотки, слизова оболонка кон'юнктиви, епітелій кишечнику. Аденовіруси за допомогою продуктів своїх генів пригнічують синтез інтерферону, прискорюють апоптоз інфікованих клітин, індукують прозапальні процеси.

## Клінічні ознаки
Згідно з МКХ-10 у різних блоках виділяють:
- A08.2 — Аденовірусний ентерит.
- A85.1+ — Аденовірусний енцефаліт.
- A87.1+ — Аденовірусний менінгіт.
- В30.0+ — Кератокон'юктивіт, що зумовлений аденовірусом (Н19.2).
- В30.1+ — Кон'юнктивіт, що зумовлений аденовірусом (Н13.1)
- В34.0+ — Аденовірусна інфекція не уточнена.
- B97.0 — Аденовірусна інфекція, яку класифікують в інших розділах.
- J12.0+ — Аденовірусна пневмонія.

Аденовірусна інфекція може перебігати у вигляді маніфестних, субклінічних і латентних форм. Усі клінічні класифікації побудовані за принципом виділення провідного клінічного синдрому:
- аденовірусна хвороба (риніт, фарингіт, тонзиліт — запалення мигдаликів, ринофаринготонзиліт, трахеобронхіт) — серотипи 1, 2, 3, 5, 6, 7;
- фарингокон'юнктивальна гарячка (серотипи 3, 4, 7);
- гострий кон'юнктивіт та епідемічний кератокон'юнктивіт (серотипи 8, 19, 37);
- аденовірусна пневмонія (серотипи 3, 7, 14, 21, 30);
- аденовірусний геморагічний цистит (серотипи 11, 21);
- аденовірусний гастроентерит (серотипи 40, 41 та ін..);
- аденовірусні ураження нервової системи (енцефаліт, менінгоенцефаліт, полірадикулонейропатія);
- аденовірусні захворювання при імунодефіцитах, у тому числі при СНІДі.

### Аденовірусна хвороба
Починається гостро, з ознобу, головного та м'язового болю, гарячки, зниження апетиту. Однак явища токсикозу виражені незначно. Температура тіла, як правило, субфебрильна. Гарячка триває 1-2 тижні, нерідко вона буває двохвильовою. Переважають яскраві катаральні зміни носоглотки з ексудацією. Виражений нежить, ринорея. На піднебінних мигдаликах можуть рідко з'явитись ніжні білуваті плівки. Розвивається кон'юнктивіт, спочатку однобічний, пізніше — двобічний. У разі розвитку вірусемії (при імунодефіциті організму) хвороба супроводжується збільшенням печінки, селезінки, лімфаденопатією, появою нових вогнищ запалення. Зрідка можливий біль у животі, пронос. Нездужання та інші загальні симптоми зникають одночасно з гарячкою, але місцеві катаральні явища (біль у горлі, першіння, гіперемія слизової оболонки глотки) можуть тривати й довше.

### Фарингіт і фарингокон'юнктивальна гарячка
Супроводжуються погіршанням загального стану організму і запальними змінами слизових оболонок глотки і повік, збільшенням шийних лімфатичних вузлів.

### Гострий кон'юнктивіт і епідемічний кератокон'юнктивіт
Характеризується ін'єкцією судин склер, гіперемією, набряком і зернистістю кон'юнктив. Виникає як на тлі інших проявів захворювання (наприклад, фарингокон'юктивальної гарячки), так й ізольовано. Розрізняють катаральну, фолікулярну і плівчасту форми кон'юнктивіту. Може приєднатися гострий кератит, який перебігає сприятливо, без стійкого помутніння рогівки і рецидивів.
Епідемічний кератокон'юнктивіт є досить контагіозним захворюванням і у 10 % випадків має місце побутова передача через руки та побутові травми. Після 8-денного інкубаційного періоду на тлі одностороннього ураження по типу «червоних очей» виникає біль, сльозотеча та світлобоязнь. Ці прояви далі поширюються на інше око та тривають декілька тижнів, іноді залишаючи рубці та порушення зору.

### Аденовірусна пневмонія
Має тяжкий перебіг. Вона виникає на тлі ураження верхніх дихальних шляхів, супроводжується підвищенням температури тіла до 39-40 °С, задишкою, ціанозом, кашлем. При рентгенологічному дослідженнях виявляють дрібні і зливні вогнища запалення. Пневмонія частіше зумовлена приєднанням пневмококової або стафілококової інфекції, в останньому випадку вона може ускладнитись абсцедуванням легень.

### Аденовірусний гастроентерит
Найчастіше виникає через мезаденіт, перебігає на фоні інших клінічних синдромів (наприклад, фарингокон'юнктивальної гарячки). Для нього характерний напад болю у правих відділах нижньої половині живота, що супроводжується нудотою, проносом явищами. Можуть з'явитися симптоми подразнення очеревини, у дітей досить часто відбувається дегідратація.

### Аденовірусний геморагічний цистит
Як правило, геморагічний цистит (запалення сечового міхура) уражає дітей віком 5-15 років. Хлопчики страждають частіше, ніж дівчатка. Рідше він може також відбутися у дорослих з проблемами імунітету (зокрема, після трансплантації нирок або кісткового мозку, при СНІДі). У захворілих з'являється дизурія (болючі, часті сечовиспускання), гематурія. Гематурія проходить за 3 дні, дизурія — пізніше. Ці ознаки можна спостерігати ще триваліше у реципієнтів трансплантатів гемопоетичних стовбурових клітин.
Нефрит може розвинутися також у пацієнтів цієї категорії, при цьому до ознак циститу додається гарячка, біль у боці.

### Інші клінічні форми
Є ускладненнями, тому часто саме до них їх відносять.

## Ускладнення
Серед ускладнень слід назвати синусити, отит, менінгіт, енцефаліт, міокардит. Часто вони пов'язані з вторинною інфекцією. Припускають, що аденовіруси можуть бути причиною часткових ателектазів легень, бронхоектатичної хвороби, перикардиту, краснухоподібного синдрому, вроджених вад розвитку плода (при інфікуванні вагітної). У рідкісних випадках було підтверджено аденовірусну етіологію гепатиту.

## Діагностика
Аденовіруси (окрім серотипів 40 та 41) добре розмножуються на культурах клітин (HeLa, Нер-2), первинних культурах клітин нирок людського ембріона. Для прямого вивчення зразків тканин можна використовувати РНІФ. Для виявлення ДНК вірусу у тканях використовують ПЛР. Серотипування у рутинній клінічній практиці не використовують, лише в епідеміологічних та науково-дослідних роботах.

## Лікування
Лікування здорових носіїв не проводять. Хворих лікують переважно вдома. Призначають неспецифічні засоби — з метою усунення назальної блокади та ринореї застосовують судинозвужувальні засоби. Доцільними протизапальні спреї, які розбризкують в роті, розсмоктувальні таблетки, що зменшують больові відчуття в глотці при ковтанні. При підвищеній температурі тіла рекомендують пити багато рідини (теплий чай з малиновим варенням, узвар тощо).
Госпіталізують лише хворих з тяжким і ускладненим перебігом інфекції, а також за епідеміологічними показаннями. Етіотропним засобом при аденовірусній інфекції є 0,05 % розчин дезоксирибонуклеату натрію по 1-2 краплі в носові ходи і 0,2 % розчин в кон'юнктивальну складку. З цією ж метою застосовують свіжий 0,25 % водний розчин оксоліну по 2 краплі 5-6 разів на день. За наявності кон'юнктивіту призначають місцево донорський імуноглобулін по 1-2 краплі через кожні 2 години. При ураженні очей лікування проводить лікар-офтальмолог.

## Профілактика
Проти окремих серотипів (4,7) існують вакцини. Але загалом профілактичні заходи неспецифічні, як при інших ГРВІ.